# Ultratop 50 Singles (Flandes)
Ultratop 50 Singles es la lista musical de los sencillos más vendidos en Flandes, Bélgica. La lista existe desde el 31 de marzo de 1995.
El programa puede ser escuchado en las estaciones de radio "Studio Brussels" y en "TMF" (The Music Factory).

## Algunos récords
Fixkes con la canción "Kvraagetaan" estuvo en el número uno por dieciséis semanas. Las Ketchup con "The Ketchup Song" y Crazy Frog con "Axel F" se mantuvieron en el número uno durante 12 semanas.
"(Everything I Do) I Do It for You" de Bryan Adams y "This Is the Life" de Amy Macdonald fueron número uno durante once semanas. "Barbie Girl" de Aqua, "Wild Dances" de Ruslana, "Con te partirò" de Andrea Bocelli y 'Last Thing on My Mind" de Steps fueron número uno durante diez semanas.

## Números uno por año
1995 · 1996 · 1997 · 1998 · 1999
2000 · 2001 · 2002 · 2003 · 2004 · 2005 · 2006 · 2007 · 2008 · 2009
2010 · 2011 · 2012 · 2013 · 2014 · 2015 · 2016 · 2017 · 2018 · 2019
2020 · 2021 · 2022 · 2023 · 2024